# قط شارتروه

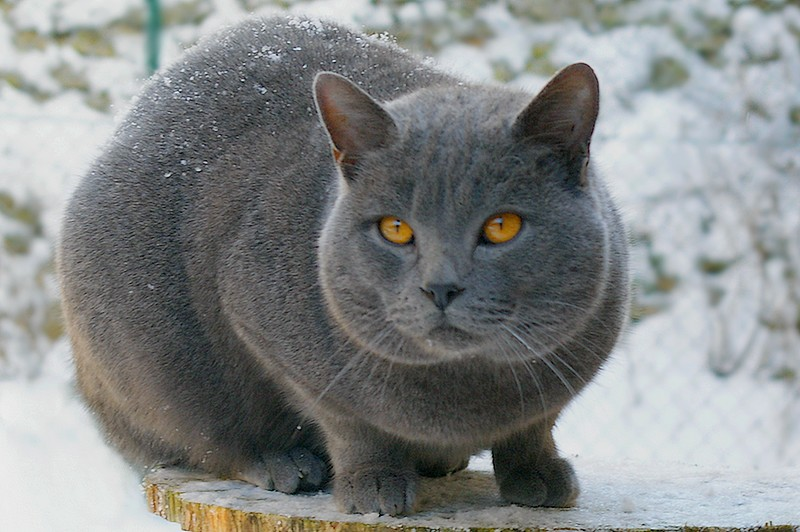

قط شارتروه (بالفرنسية: Chartreux) ويسمى أحيانا بقط فرنسا الأزرق، ترجع الروايات عن قط فرنسا الأزرق إلى القرن السادس عشر الميلادي. ويُعتقد أنه أنحدر من القط السوري، الذي كان قطاً كبيراً يغطيه صوف ذو لون رمادي، وله أعين نحاسية، وقد نُقل إلى أوروبا خلال الحرب الصليبية.
وقد أطلق على هذا القط اسم «شارتروه» نسبة إلى منطقة شارتروه الفرنسية en:Grande Chartreuse. وكان أول من أطلق عليه اسم «قط فرنسا» عالِمَا الحيوان: لينيوس Linnaeus، وبوفون Buffon، وأعطياه اسماً لاتينياً Felis Catus Coeruleus أي «القط الأزرق»، ليفرقوا بينه وبين القط المستأنس المعروف باسم Felis Catus Domesticus .
وحتى القرن العشرين ظل القط الفرنسي موجوداً في باريس على هيئة مستعمرات طبيعية، وأيضاً في مناطق أخرى من فرنسا ومع أنه عرف باسم «قط فرنسا»، إلاّ أنه كان قط العامة من الناس. ولم تكن حياته سهله، لأنه كان يربى أساساً للحصول على فرائه ولحمه، ولمقدرته على صيد الفئران.
وبعد الحرب العالمية الأولى، اهتم الفرنسيون بالحفاظ على هذه السلالة من القطط. وجلبوا الأزواج الأولى منها من أماكن متفرقة جغرافياً في منطقة شارتروه، وكانت أهم هذه المستعمرات جزيرة تعرف باسم «بل إيل» Belle Ile. ولهذا الغرض المهم وضع المربون الأوائل القواعد التي تم اختيار القطط على أساسها، واضعين نصب أعينهم الأوصاف التاريخية لهذا النوع حسبما وردت في القرن الثامن عشر الميلادي. وفي عام 1928 بدأت تظهر بشائر برامج التزاوج المدروسة في المعارض الأوروبية.
وبعد الحرب العالمية الثانية لم تكن هناك مستعمرات طبيعية لهذه القطط الزرقاء في فرنسا بل كانت موجودة فقط لدى بعض المربين. ومازالت هذه السلالة نادرة حتى في فرنسا وهي غير معروفة على الإطلاق في العديد من البلدان ومنها بريطانيا وفي عام 1970 بدأ تصديرها إلى الولايات المتحدة الأمريكية التي تمتلك أرقى أنواع هذه القطط.
ومما يذكر أنّ عدداً قليلاً من الشخصيات المهمة في فرنسا (ومنها الجنرال ديجول والكاتبة الشهيرة «كوليت» كوليت) كانت تمتلك قططاً منسّبة من هذا النوع نادر الوجود.
ومن أهم مميزات قط الشارتروه، أنه أكثر صمتاً من العديد من الأنواع الأخرى؛ فهو لا يموء، هادئ رقيق العشرة، لطيف مع الأغراب والأطفال الصغار والحيوانات الأخرى. وينسحب بسرعة من مواطن الصراع، ويكيف نفسه لمعظم الظروف دون أن يشكو، ولا يتأثر إن تُرك وحيداً لفترات طويلة.
وهو بطبعه صياد ماهر، قد يقتل فريسته دون مداورتها أو اللعب معها.
وقط الشارتروه يُبْدي وفاءً ملحوظاً لصاحبه يتبعه أينما ذهب، ويظهر له المودة إذا ما رآه مهموماً أو مريضاً، ويفضل النوم بجواره أو فوقه.
ومع حبه وانتمائه الشديد لصاحبه، فانه لا يفرض نفسه عليه ولا يطلب منه اهتماماً خاصاً ويبدو مسروراً هادئاً إذا ما رأى صاحبه مشغولاً عنه.
ومما تجدر الإشارة إليه أن بعض علماء الحيوان يعتبرون قط الشارتروه هو القط البريطاني الأزرق نفسه. وهذا في الواقع غير حقيقي لأن النوعين لا يختلفان فقط في صفاتهما الطبيعية والمزاجية، بل إن أبحاث الدم أكدت اختلاف جذورهما.
ومن الغريب أنه في عام 1970 قرر الاتحاد الأوروبي لهواة القطط «FIFe» (بالفرنسية: Fédération Internationale Féline) دمج النوعين، الشارتروه والبريطاني الأزرق، تحت اسم الشارتروه ولكن بمواصفات القط البريطاني الأزرق قصير الشعر. ويرجع هذا إلى أن العديد من الدول الأعضاء في الاتحاد لم تكن تهتم بالقط الشارتروه كسلالة خاصة، وإِن كانوا يفضلون الاسم لما له من تاريخ. وقد احتج المهتمون بقط الشارتروه على ذلك، وتراجع الاتحاد عن قراره في عام 1977. ومن المهم أن يعرف من يريد أن يقتني قطاً من نوع الشارتروه ألاً يشتريه من أوروبا أو بريطانيا فالأنواع التي يُطلق عليها هذا الاسم في هذه البلاد هي غير النوع الحقيقي المعترف به في الاتحاد الأوروبي أو في أمريكا.